# 桃園醫院車站
桃園醫院車站位於中華民國桃園市八德區，為臺灣鐵路公司縱貫線的鐵路車站。本站位於永豐路平交道東側，目前尚未開始興建，預計在2034年完工啟用。
本站屬於桃園都會區鐵路地下化計畫的一部分，為該計畫所新增的五座車站之一。

## 車站構造
- 本站預計興建側式月台兩座。

## 營運狀況
尚未營運。

## 車站週邊
- 大圳腳
- 衛生福利部桃園醫院
- 衛生福利部桃園療養院
- 桃園市立永豐高級中學
- 桃園市私立新興高級中學
- 桃園市桃園區龍山國民小學
- 龍壽街

## 歷史
本站在規劃初期曾以道路取名為永豐路車站、永豐車站，目前則改以附近的地標衛生福利部桃園醫院命名為桃園醫院車站。

### 預計時程
- 2034年：隨桃園都會區鐵路地下化計畫完工啟用。

## 外部連結
- 臺鐵都會區捷運化桃園段地下化建設計畫（臺灣鐵路管理局）[]